# The Flintstones (игра, 1988)
The Flintstones — компьютерная игра, разработанная Teque Software Development и вышедшая в 1988 году для платформ Amiga, Atari, Amstrad CPC, Commodore 64, Sega Master System, MSX и ZX Spectrum. Данная игра является первой в серии игр, основанной на мультсериале «Флинтстоуны».

## Игровой процесс
Игра представляет собой логическую игру с элементами платформера. При построении уровней использованы двухмерная графика с горизонтальным сайд-скроллингом («длина» локаций превосходит их «высоту») и графика с использованием изометрической проекции (псевдотрёхмерность).
Четыре уровня, доступные в игре, представляют собой замкнутые локации и делятся на два типа. В первом Фред выполняет различные задания (покрасить за определённое время стену, выиграть Барни в боулинг и т. д.), во втором — проходит уровень от начала до конца, преодолевая препятствия.
Игровой интерфейс отображает количество доступных жизней (по умолчанию — четыре) и заработанных очков, таймер (на некоторых уровнях), а также индикаторы, индивидуальные для каждого уровня (количество краски, сила броска и др.)

## Критика
| Иноязычные издания | Иноязычные издания                                                                  |
| Издание            | Оценка                                                                              |
| ------------------ | ----------------------------------------------------------------------------------- |
| The Games Machine  | 68 % (Amstrad CPC) 75 % (Atari ST) 76 % (Amiga) 63 % (Commodore 64) 65 % (Spectrum) |

Игра получила сдержанные оценки у игровых изданий, посвященных играм для домашних компьютеров. Редакторами издания The Games Machine Положительно отмечались графика и музыка игры. Сравнивая версии для различных платформ, The Games Machine отметил, что каждая версия содержит хорошую графику в стиле оригинального мультфильма, но ранние версии игры были сложнее для прохождения.
Ряд критиков отрицательно отзывался об уровне с боулингом, как о самом слабой части игры.